# Charles Neidich

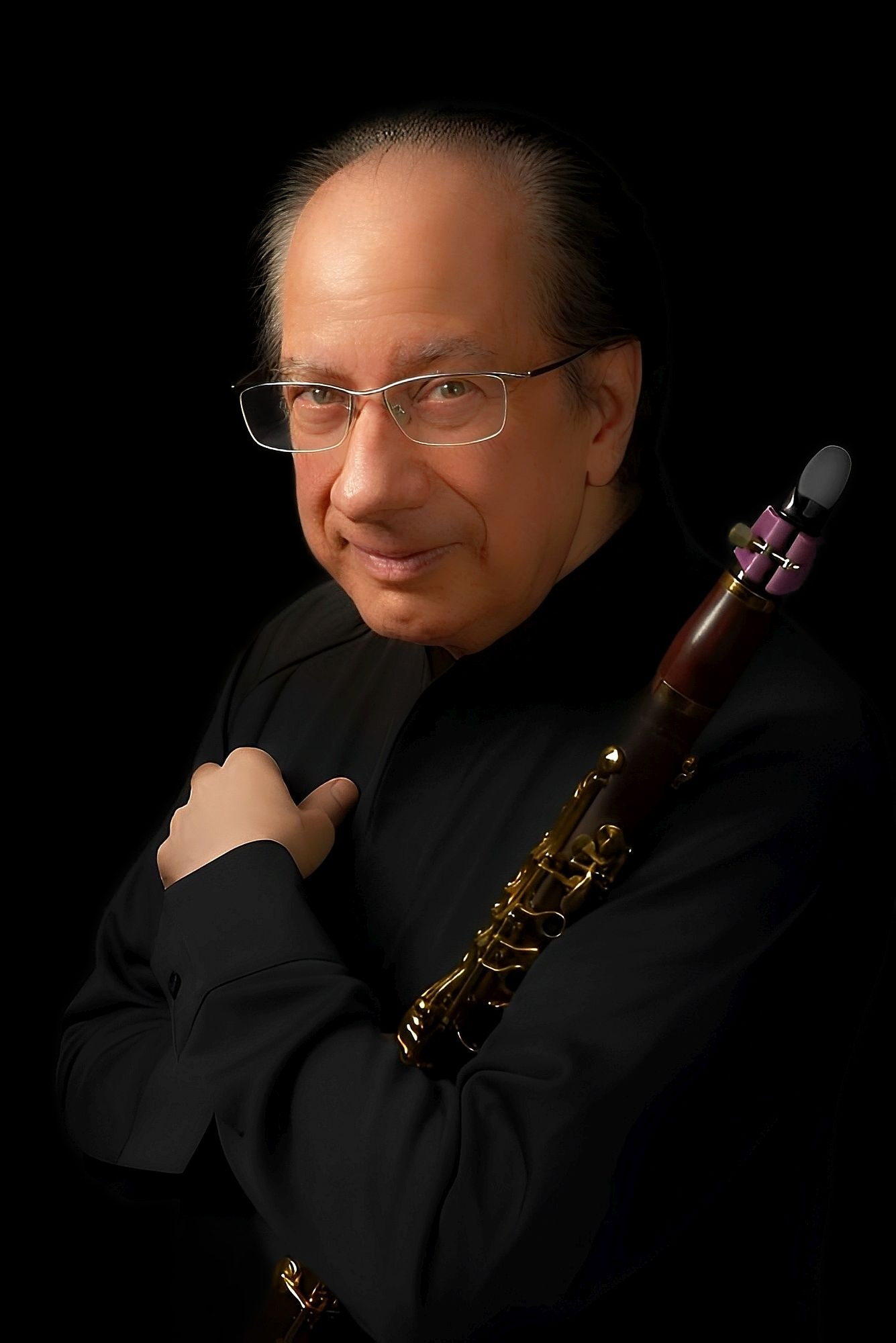
Charles Neidich

Charles Neidich (* 1953 in New York City) ist ein US-amerikanischer Klarinettist, Dirigent und Hochschullehrer mit russischen und griechischen Wurzeln.

## Leben und Wirken

### Ausbildung
Charles Neidich begann mit 5 Jahren Klavier und mit 7 Jahren Klarinette zu spielen. Ersten Unterricht erhielt er von seinen Eltern, Irving Neidich und Litsa Gania Neidich. Auf der Klarinette wurde er später von dem damals bekannten Klarinettenlehrer Leon Russionoff unterrichtet. Nach der High School absolvierte er zunächst ein Studium der Anthropologie an der Yale University, das er mit dem Bachelor of Arts abschloss. 1975 ging er mit einem Fulbright-Stipendium für drei Jahre an das Moskauer Konservatorium, wo er von Boris Dikov im Fach Klarinette und von Kirill Vinogradov im Fach Klavier unterrichtet wurde.

### Wirken als Klarinettist
Neidich gewann zahlreiche Preise. 1974 gab er in New York sein Debüt als Klarinettist. Er ist Mitglied des New York Woodwind Quintettes sowie des Kammerensembles Orpheus und wirkt auch in weiteren Ensembles mit.
Als Solist trat Neidich international mit renommierten Orchestern auf wie zum Beispiel dem Royal Philharmonic Orchestra London, dem Concertgebouw-Orchester Amsterdam und dem Leipziger Gewandhausorchester. Er gastierte zudem bei Festivals wie dem Marlboro und Sarasota Festival, den BBC Proms, beim Kuhmo Chamber Music Festival sowie bei Festivals in Frankreich, Italien, Japan und China. Beim Moritzburg Festival war er mehrfach zu Gast.
Neidichs Repertoire umfasst über 200 Solowerke, darunter von ihm in Auftrag gegebene oder inspirierte Stücke sowie eigene Transkriptionen von Vokal- und Instrumentalwerken. Er brachte zahlreiche Werke von zeitgenössischen Komponisten zur Uraufführung, darunter Werke von unter anderem Milton Babbitt, Elliott Carter, Edison Denisov, William Schuman, Ralph Shapey, Joan Tower. Tonaufnahmen erfolgten bei den Labels Chandos, Sony Classical, Sony Vivarte, Deutsche Grammophon, Musicmasters, Pantheon und Bridge und beinhalten Werke von Mozart, Beethoven, Weber, Brahms, Danzi, Reicha, Rossini und Hummel sowie zeitgenössischer Komponisten wie Elliott Carter und György Kurtág.

### Wirken als Dirigent
Neben seiner Tätigkeit als Klarinettist ist Neidich seit etwa 2010 auch als Dirigent tätig. Er leitete das Cobb Symphony Orchestra und das Georgia Symphony Orchestra bei Aufführungen von Francks Sinfonie in d-Moll und von Mozarts Klarinettenkonzert (auch als Solist). Er ist außerdem Dirigent des Queens College Chamber Orchestra in Queens, mit dem er die Werke von Haydn, Mozart und Beethoven in historischer Interpretation aufführte.

### Lehrtätigkeit
Von 1985 bis 1989 war Neidich Professor für Klarinette an der Eastman School of Music in New York City und ist in dieser Funktion derzeit an der Juilliard School of Music tätig. Er ist außerdem Mitglied der Fakultäten des Queens College der City University of New York, der Manhattan School und des Mannes College of Music. Er war Gastwissenschaftler an der Sibelius-Akademie in Finnland, der Yale School of Music und der Michigan State University. Außerdem unterrichtet er weltweit in Meisterklassen und gibt Vorlesungskonzert, zum Beispiel zur historischen Aufführungspraxis.
Mit seiner Frau Ayako Oshima veröffentlichte er ein Buch über die Grundlagen der Klarinettentechnik für den japanischen Verlag TOA Ongaku Inc.

## Preise
1979 gewann Neidich die Silbermedaille bei einem Internationalen Musikwettbewerb, 1982 den zweiten Preis im Internationalen Musikwettbewerb der ARD sowie 1984 einen von drei Hauptpreisen beim Internationalen Accanthes-Wettbewerb in Paris. 1985 gewann er in den USA den Klarinettenwettbewerb Walter W. Naumburg-Wettbewerb.  Im Frühjahr 2018 wurde Neidich von der Juilliard School mit dem William Schuman Award für herausragende Leistungen ausgezeichnet.

## Instrumente
Neidich besitzt sowohl moderne als auch historische Instrumente der Klarinettenbauer Schwenk & Seggelke und Buffet Crampon sowie historische Instrumente von Finke und Piatet, und Nachbauten historischer Instrumente von Schwenk & Seggelke, Joel C. Robinson und Rudolf Tutz.